# 桃园街道 (徐州市)
桃园街道，是中华人民共和国江苏省徐州市泉山区下辖的一个乡镇级行政单位。

## 行政区划
桃园街道下辖以下地区：
东村社区、西村社区、南村社区、陈庄村和临黄村。